# Anna Vyrubova
Anna Alexandrovna Vyrubova (nascida Taneyeva), (Lomonosov, 16 de julho de 1884 – Helsínquia, 20 de julho de 1964) foi uma dama-de-companhia, melhor amiga e confidente da Czarina Alexandra Feodorovna da Rússia.

## Biografia

### Família e características
Vyrubova era a filha mais velha de Alexandre Taneyev, um conhecido compositor. A sua mãe, Nadezhda Tolstoy, vinha de uma das mais notáveis famílias nobres da Rússia, por isso, devido às suas ligações, Anna entrou na vida da Corte muito cedo. Ela tinha um irmão (Sergei) e uma irmã (Alexandra) mais novos.
Durante a infância ela foi uma conhecida do Príncipe Félix Yussupov, o homem que estava destinado a matar Rasputine. Yussupov achava-a pouco atraente:
| “ | Anna, a mais velha dos Taneev, era alta e gorda com uma cara cheia e pálida e sem qualquer tipo de charme. Apesar de ser pouco inteligente, ela era extremamente matreira e bastante engenhosa. Era um problema e tanto tentar arranjar-lhe um marido. Ninguém poderia prever que aquela menina pouco atraente se tornaria numa amiga íntima e génio malévolo da Czarina. Foi em grande parte por causa dela que o Rasputine subiu de posição na corte. . | ” |

### Vida na Corte

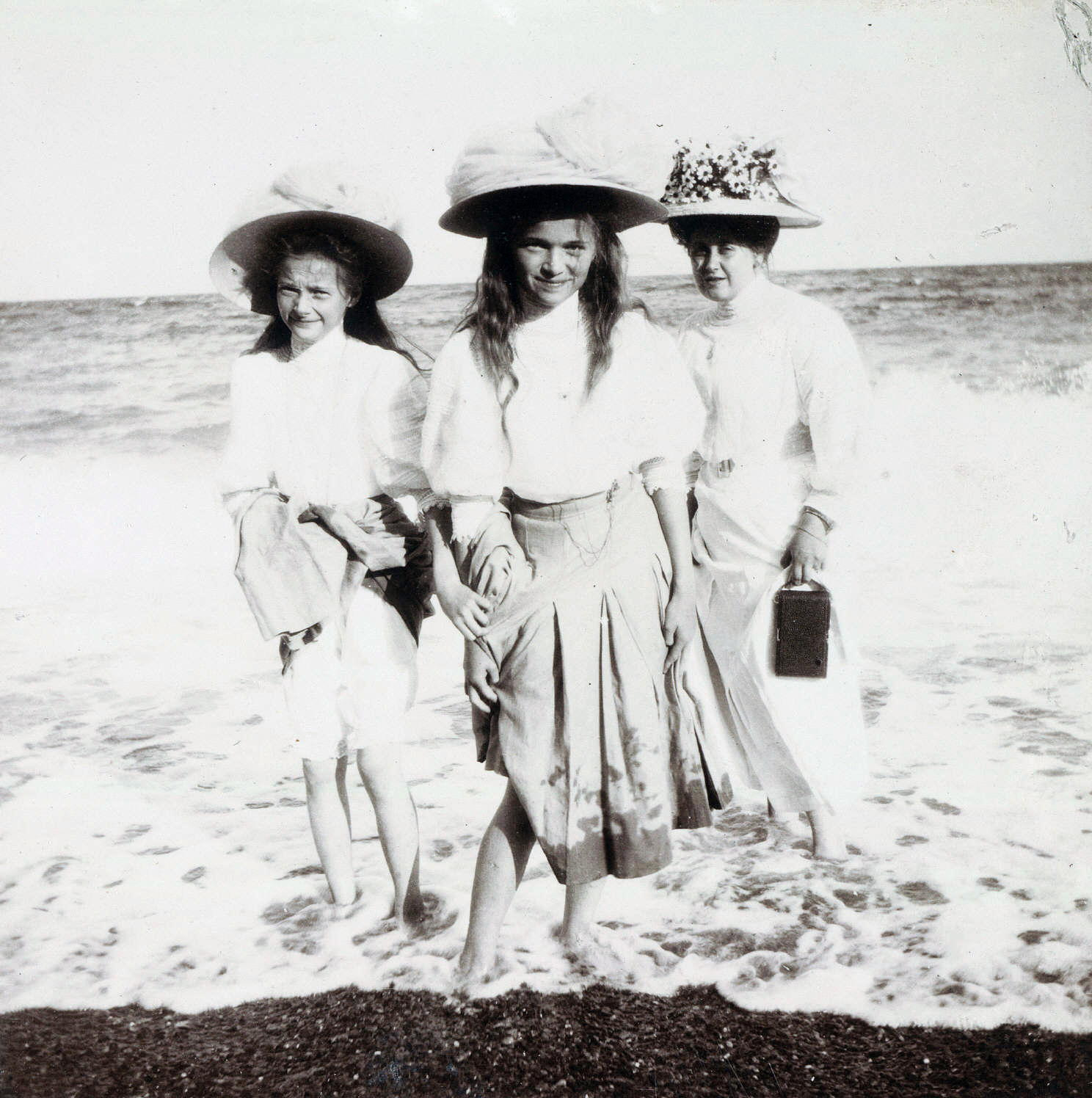
Anna Vyrubova (1ª da dir) com as Grã-Duquesas Tatiana e Olga, filhas do Czar Nicolau II da Rússia

A Czarina valorizava a devoção que Anna tinha por ela e tornou-se na sua melhor amiga, ignorando outras mulheres de maior distinção e inteligência dentro da Corte. Anna casou-se com Alexandre Vasilievich Vyrubov, um oficial da marinha, mesmo apesar de Rasputine ter previsto que seria um casamento infeliz. .
O casal, eventualmente, divorciou-se. A sua mãe terá dito em interrogatórios após a Revolução Russa que o marido da sua filha “provou ser completamente impotente, com uma psicologia sexual extremamente perversa que se manifestava em vários episódios sádicos nos quais ele lhe infligia sofrimento moral e provocava um sentimento simplesmente doentio.” 
Embora nas suas memórias ela diga o contrário, Anna é muitas vezes referida como a pessoa que apresentou Rasputine à família do Czar Nicolau II. Tendo sido ela a primeira ou não, a verdade é que funcionou várias vezes como elo entre o monge e a Czarina.
Durante a Primeira Guerra Mundial, ela foi enfermeira da Cruz Vermelha juntamente com a Czarina Alexandra e as suas duas filhas mais velhas, as Grã-Duquesas Olga e Tatiana. Em Janeiro de 1915 ela foi gravemente ferida num acidente de comboio e disse que apenas se salvou devido às rezas de Rasputine.

### Vida no Exílio

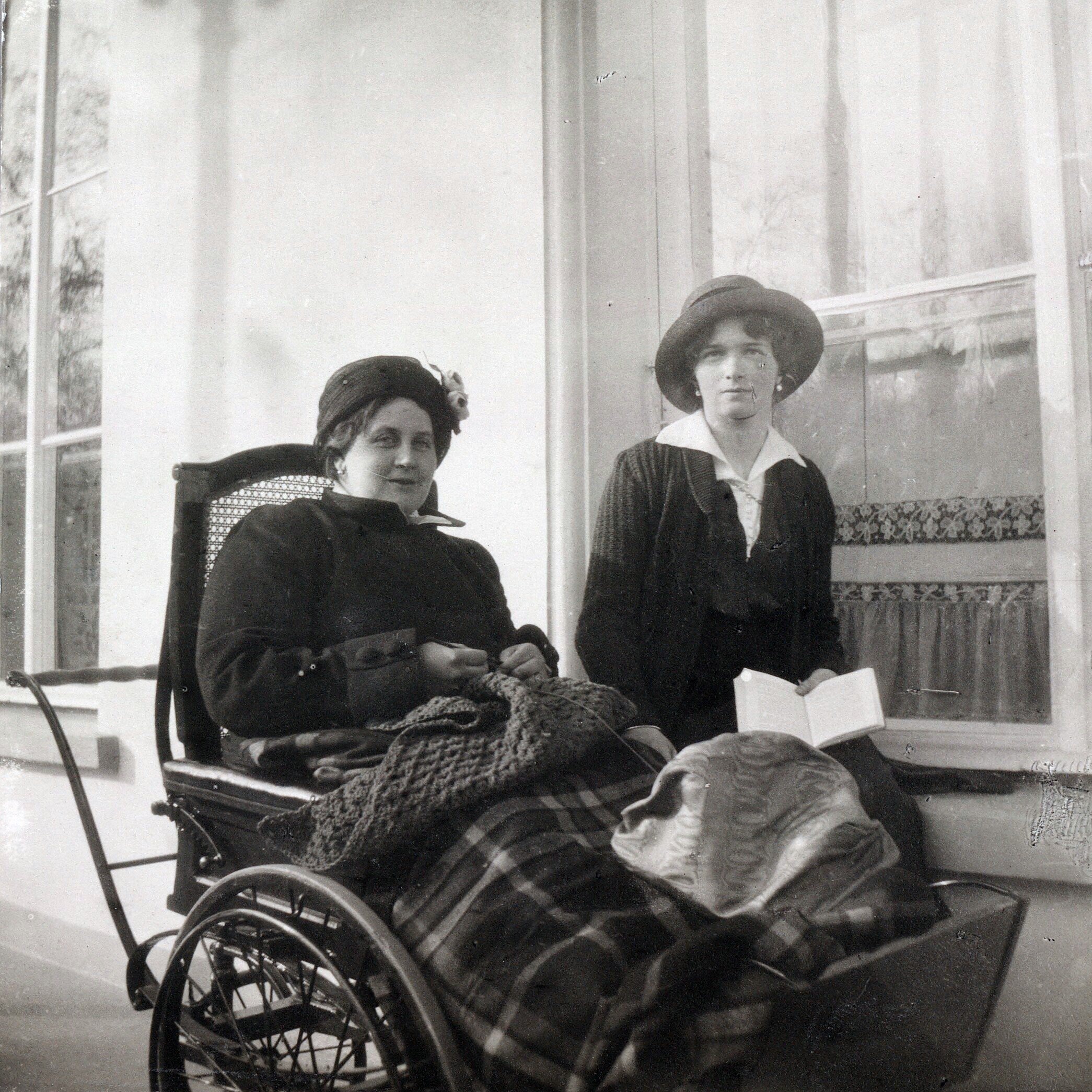
Anna Vyrubova com a Grã-Duquesa Olga Nikolaevna em 1916

Depois da Revolução Russa, Anna foi submetida a um exame médico para provar a sua virgindade. O investigador provincial chegou à conclusão de que ela era demasiado ingénua e pouco inteligente para ter qualquer tipo de influência junto da Czarina, por isso conseguiu escapar à prisão, fugindo mais tarde para a Finlândia. .
Antes de sair da Rússia em 1920, Anna tornou-se amiga do escritor revolucionário Maxim Gorky que lhe pediu para que ela escrevesse as suas memórias. O livro, “Life At The Russian Court” ofereceu uma descrição rara da vida privada do Czar e da sua família.
Quanto a Anna, passou o resto dos seus dias em Viipuri e, mais tarde, em Helsínquia. Tornou-se freira da Igreja Ortodoxa, mas foi-lhe dada permissão para viver na sua casa devido às suas fracas condições físicas. Acabou por morrer em  1964, com 80 anos de idade e a sua campa está localizada na secção Ortodoxa do cemitério Hietaniemi em Helsínquia.